# Le Diable dans le beffroi (nouvelle)
Le Diable dans le beffroi (The Devil in the Belfry) est une nouvelle d'Edgar Allan Poe publiée pour la première fois en mai 1839. Traduite en français par Charles Baudelaire, elle fait partie du recueil Nouvelles histoires extraordinaires.

## Résumé
Dans une ville isolée de Hollande appelée Vondervotteimittiss (jeu de mots : I Wonder What time it is, soit : Je me demande quelle heure il est), les habitants semblent ne s'occuper que d'horloges et de choux. L'arrivée brutale d'un jeune homme, personnage diabolique, jouant d'un fiddle et qui fait sonner un 13ème coup à la cloche du beffroi au temps de midi va bientôt horrifier ce petit bourg méthodique et tranquille.

## Adaptations
- Un opéra inachevé de Claude Debussy, auquel il travailla de 1902 à 1912, s'inspire de la nouvelle[3]. Il en joua des extraits au piano pour Henri Busser le 31 mars 1912.
- Le Diable dans le beffroi, quintette à vent du compositeur canadien Walter Boudreau (1998).
- Le Diable dans le beffroi fait partie des Trois Contes de Gérard Pesson.